# Nikolaj Dobroljoebov

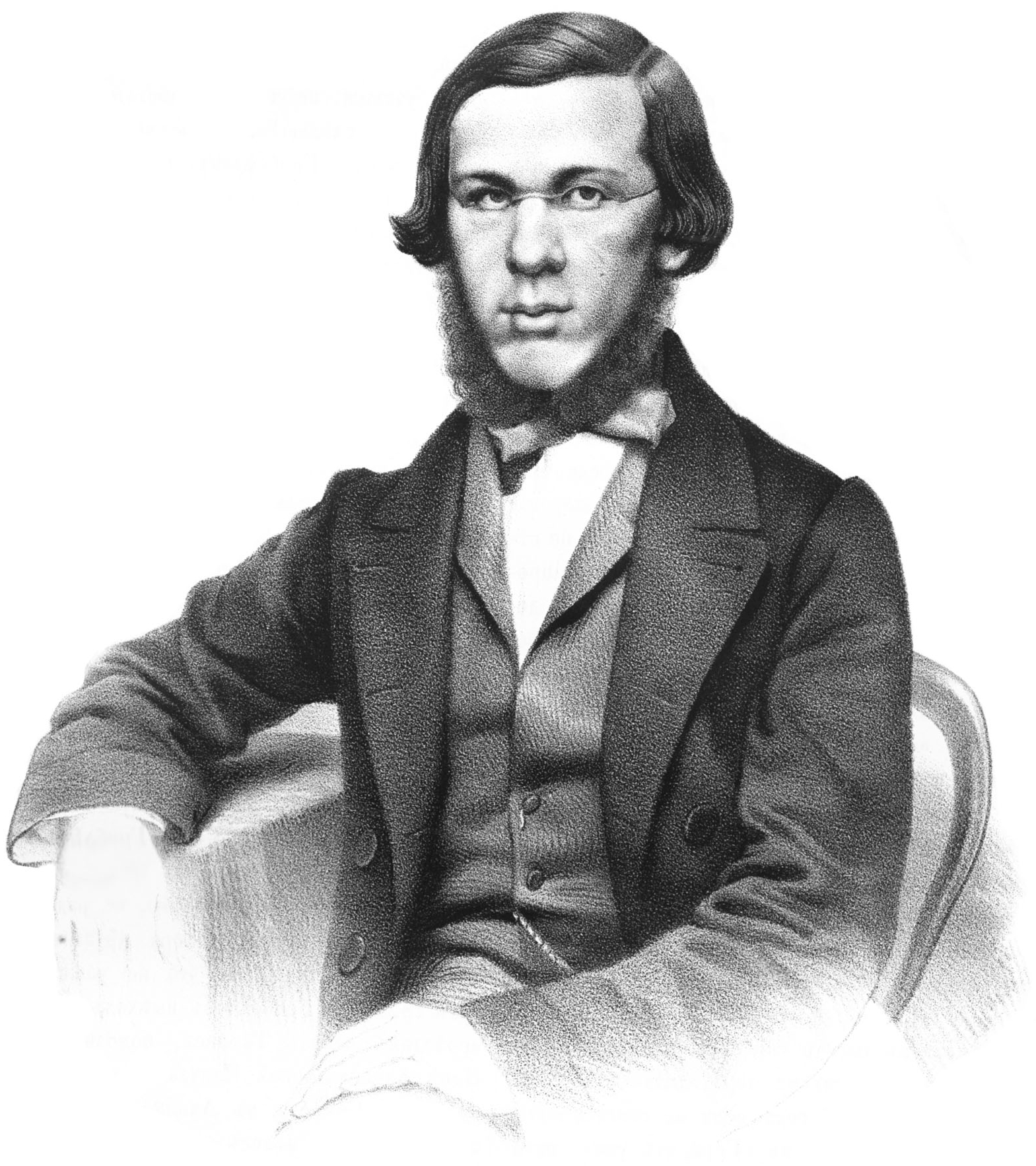
Nikolaj Dobroljoebov

Nikolaj Aleksandrovitsj Dobroljoebov (Russisch: Николай Александрович Добролюбов) (Nizjni Novgorod, 5 februari 1836 – Sint-Petersburg, 29 november 1861) was een Russisch literatuurcriticus, filosoof en schrijver.

## Leven en werk
Dobroljoebov werd geboren als zoon van een priester te Nizjni Novgorod en volgde eerst aldaar een priesteropleiding. Later studeerde hij aan het Pedagogisch Instituut te Petersburg. In 1856 werd hij medewerker bij het beroemde tijdschrift “De Tijdgenoot”, waarvoor hij tot zijn dood de afdeling kritieken voor zijn rekening nam, maar bijvoorbeeld ook feuilletons schreef.
Dobroljoebov wordt met Pisarev en Tsjernysjevski gerekend tot de ‘revolutionair democraten’ en was een voortzetter van de realistische traditie van Belinski. De kritieken van Dobroljoebov waren vooral maatschappijkritisch. Typerend voorbeeld is zijn beroemde artikel Wat is Oblomovisme? waarin hij het beroemde boek van Gontsjarov bespreekt. Wat is Oblomovisme? Is niet zozeer een kritische beschouwing van de verschillende literaire aspecten van Gontsjarovs roman (waarover nagenoeg niets wordt gezegd), maar vooral een aanklacht tegen de Russische landedelman en bezitter van lijfeigenen, waarvan hij Oblomov tot symbool verklaarde. Voor Dobroljoebov was een literair werk geen fictie, maar een weergave van de (onvolmaakte) werkelijkheid. Hoe waarheidsgetrouwer die weergave, hoe geslaagder het literaire werk.
De figuur Oblomov wordt door Dobroljoebov op één lijn gesteld met Jevgeni Onegin uit Poesjkins gelijknamige dichtwerk, met Roedin uit Toergenjevs gelijknamige roman en met Petsjorin uit Lermontovs Een held van onze tijd, waarmee hij feitelijk de term “overbodige mens” introduceerde, welke later een begrip werd in de Russische literatuur.
Dobroljoebov overleed op 25-jarige leeftijd aan tuberculose. Hij werd begraven op het Volkovo kerkhof te Sint-Petersburg.